# Bracca bajularia
Bracca bajularia är en fjärilsart som beskrevs av Carl Alexander Clerck 1764. Bracca bajularia ingår i släktet Bracca och familjen mätare. Inga underarter finns listade i Catalogue of Life.

## Bildgalleri

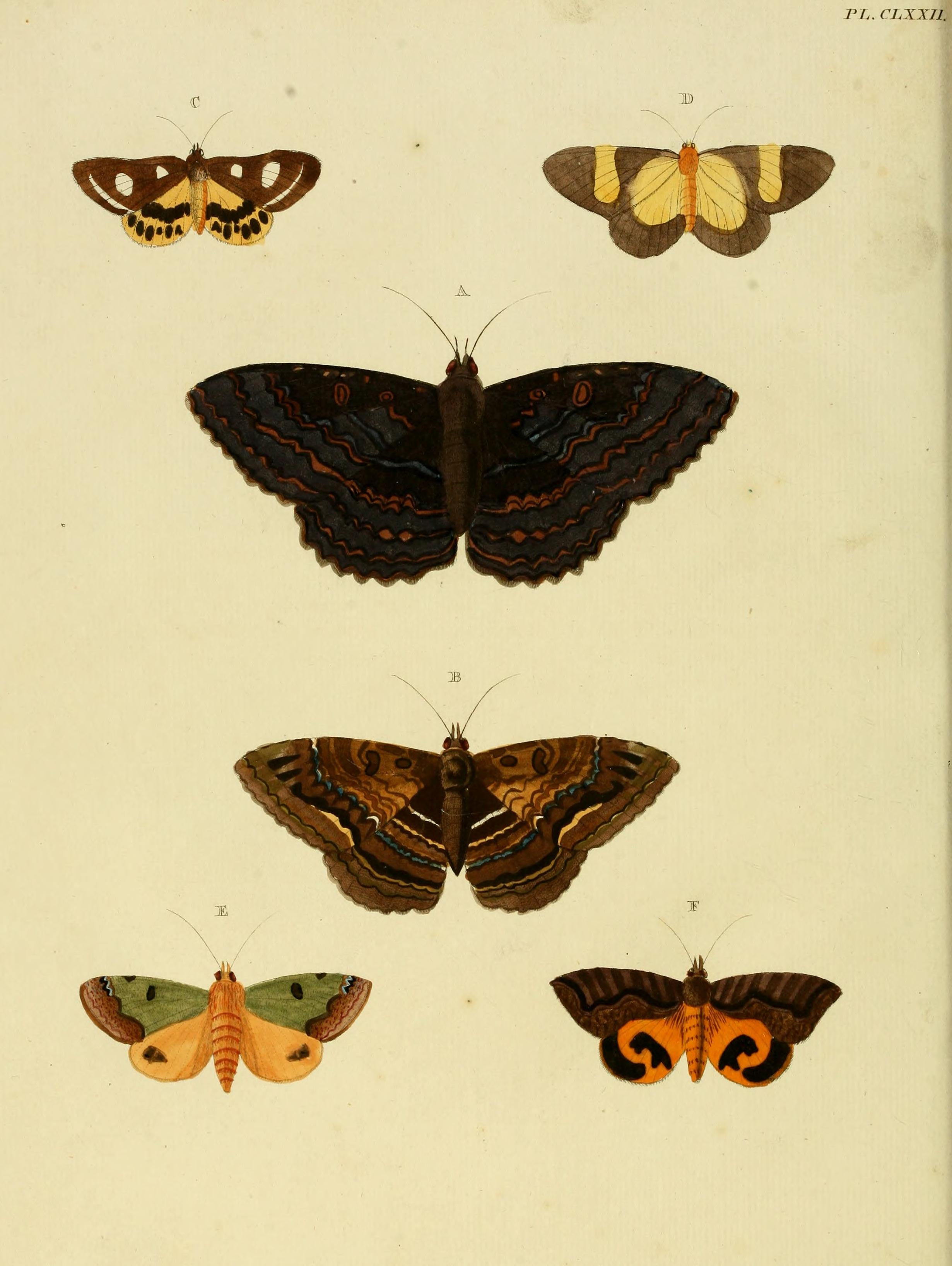